# Mauves-sur-Huisne
Mauves-sur-Huisne település Franciaországban, Orne megyében. Lakosainak száma 524 fő (2022. január 1.). Mauves-sur-Huisne Courgeon, Comblot, Corbon, Le Pin-la-Garenne, Perche en Nocé, Cour-Maugis-sur-Huisne és Belforêt-en-Perche községekkel határos.

## Népesség
A település népességének változása:
| Lakosok száma | 584  | 562  | 568  | 544  | 539  | 533  | 529  | 526  | 524  |
|               | 2013 | 2015 | 2016 | 2017 | 2018 | 2019 | 2020 | 2021 | 2022 |